# Jan Hernych
Jan Hernych (Praag, 7 juli 1979) is een tennisspeler uit Tsjechië. Hernych speelt sinds 1998 als professional en won tot op heden één ATP-toernooi in het dubbelspel.

## Finales

### Enkelspel
| Legenda                       | Legenda               |
| ----------------------------- | --------------------- |
| Grand Slam                    |                       |
| Olympische Spelen             |                       |
| tot 2009                      | vanaf 2009            |
| Tennis Masters Cup            | ATP Finals            |
| ATP Masters Series            | ATP Tour Masters 1000 |
| ATP International Series Gold | ATP Tour 500          |
| ATP International Series      | ATP Tour 250          |

| Nr.              | Datum        | Toernooi     | Ondergrond | Tegenstander in finale | Score         | Details |
| ---------------- | ------------ | ------------ | ---------- | ---------------------- | ------------- | ------- |
| Verloren finales |              |              |            |                        |               |         |
| 1.               | 24 juni 2006 | ATP Rosmalen | Gras       | Mario Ancic            | 6-0, 5-7, 7-5 | Details |

### Dubbelspel
| Nr.                           | Datum      | Toernooi    | Ondergrond | Partner   | Tegenstanders in finale   | Score    | Details |
| ----------------------------- | ---------- | ----------- | ---------- | --------- | ------------------------- | -------- | ------- |
| Gewonnen finales heren dubbel |            |             |            |           |                           |          |         |
| 1.                            | 9 mei 2009 | ATP München | Gravel     | Ivo Minár | Ashley Fisher Jordan Kerr | 6-4, 6-4 | Details |

## Prestatietabel
| Legenda | Legenda                          |
| ------- | -------------------------------- |
| g.t.    | geen toernooi gehouden           |
| l.c.    | lagere categorie                 |
| –       | niet deelgenomen                 |
| G       | uitgeschakeld in de groepsfase   |
| 1R      | uitgeschakeld in de eerste ronde |
| 2R      | uitgeschakeld in de tweede ronde |
| 3R      | uitgeschakeld in de derde ronde  |
| 4R      | uitgeschakeld in de vierde ronde |
| KF      | uitgeschakeld in de kwartfinale  |
| HF      | uitgeschakeld in de halve finale |
| F       | de finale verloren               |
| W       | het toernooi gewonnen            |
| w-v     | winst/verlies-balans             |

### Prestatietabel grand slam, enkelspel
| Toernooi        | 2004 | 2005 | 2006 | 2007 | 2008 | 2009 | 2010 | 2011 |
| --------------- | ---- | ---- | ---- | ---- | ---- | ---- | ---- | ---- |
| Australian Open | –    | 2R   | 2R   | 1R   | –    | 1R   | –    | 3R   |
| Roland Garros   | –    | 2R   | 1R   | 1R   | –    | 1R   | –    | –    |
| Wimbledon       | 1R   | 2R   | 1R   | 2R   | 1R   | 1R   | –    | –    |
| US Open         | –    | 1R   | 2R   | –    | 1R   | 2R   | –    | –    |

### Prestatietabel grand slam, dubbelspel
| Toernooi        | 2005 | 2006 | 2007 |
| --------------- | ---- | ---- | ---- |
| Australian Open | 1R   | KF   | 2R   |
| Roland Garros   | 1R   | 2R   | –    |
| Wimbledon       | 2R   | 2R   | –    |
| US Open         | 3R   | 1R   | –    |